# بسیرو کومپائوره
بسیرو کومپائوره (فرانسوی: Bassirou Compaoré‎؛ زادهٔ ۲۳ آوریل ۱۹۹۸) بازیکن فوتبال اهل بورکینافاسو است.
از باشگاه‌هایی که در آن بازی کرده است می‌توان به باشگاه فوتبال آفریقایی اشاره کرد.
وی همچنین در تیم ملی فوتبال بورکینافاسو بازی کرده است.